# Sanadome Hotel & Spa
Sanadome Hotel & Spa is een kuuroord in Nijmegen dat ligt op terrein van het Canisius-Wilhelmina Ziekenhuis (CWZ).
Sanadome, oorspronkelijk werd de naam Asklepion gebruikt, werd vanaf 1989 opgezet als verlengstuk van het ziekenhuis gecombineerd met een kuuroord door de Gelderse Ontwikkelingsmaatschappij (GOM), verzekeraar VGZ, TDC (het moederbedrijf van kuuroord Thermae 2000) en het CWZ. Sanadome opende in 1995. Omdat vanuit de overheid niet vergoed werd voor de specifieke zorgtaken in Sanadome, liepen de verliezen snel op en in 2000 was het hotel bijna failliet. In 2008 ging het over van Scandic Hotels naar een nieuwe eigenaar.
Dit kuuroord heeft hotel, restaurant en thermen faciliteiten, naast sport mogelijkheden. 
Het bronwater voor de thermale baden wordt opgepompt van een diepte van zo'n 700 meter, dit is zoutwater van 23°C dat wordt verwarmd tot 34°C. Daarnaast is een zoetwaterbron op ongeveer 70 meter diepte.

## Afbeeldingen

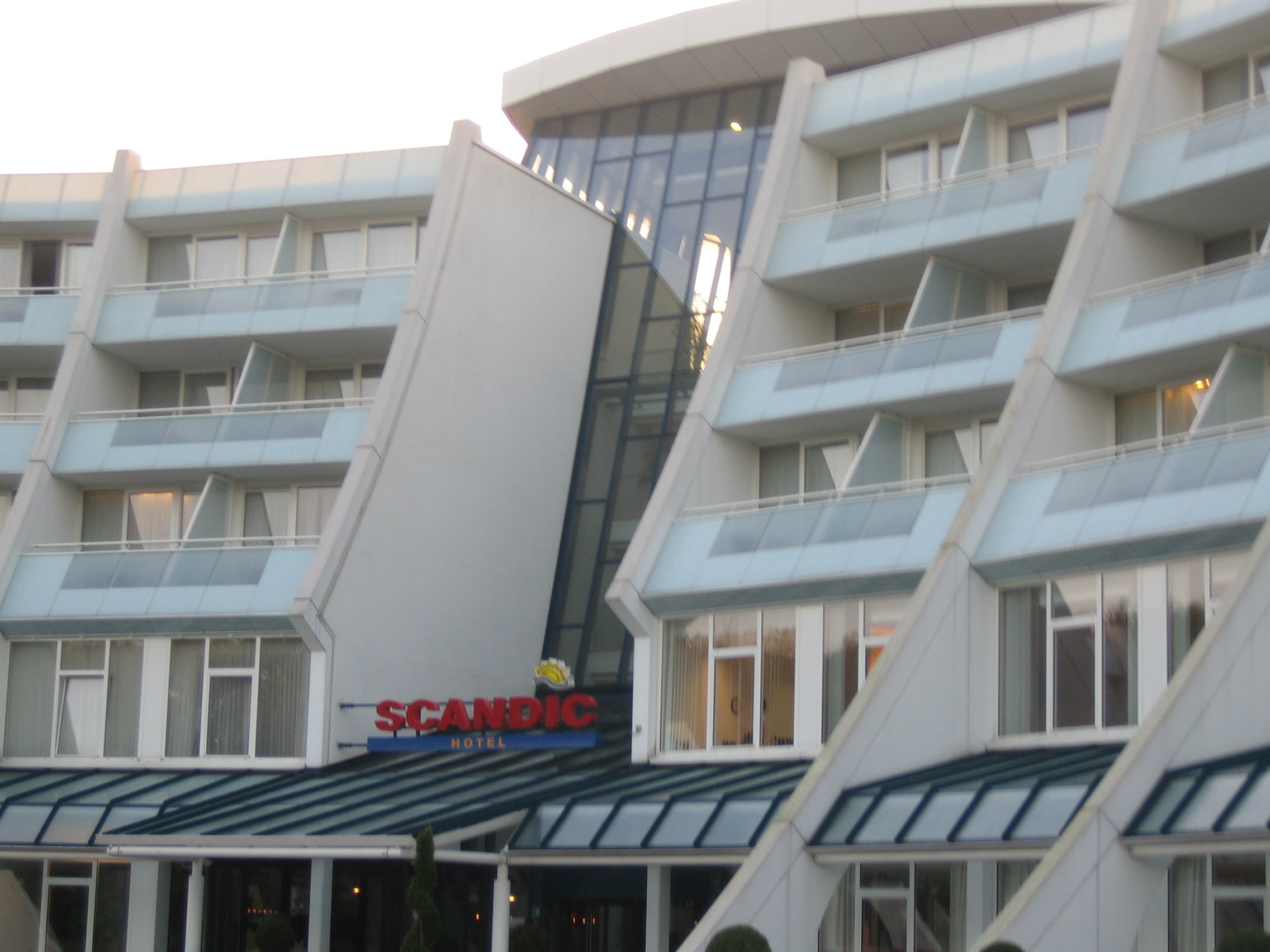
Sanadome in 2006, toen nog van Scandic Hotels
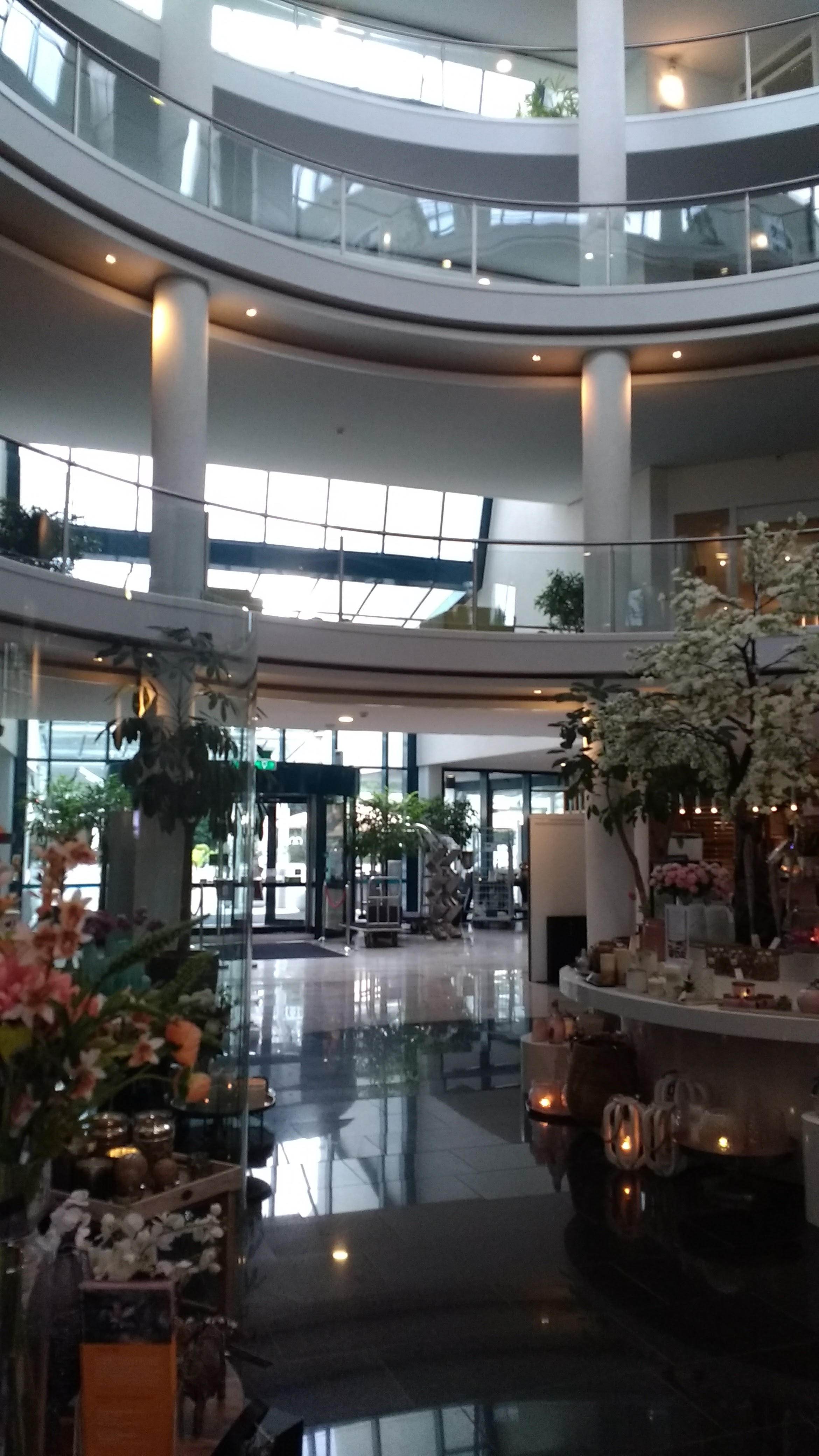
Centrale hal in Sanadome
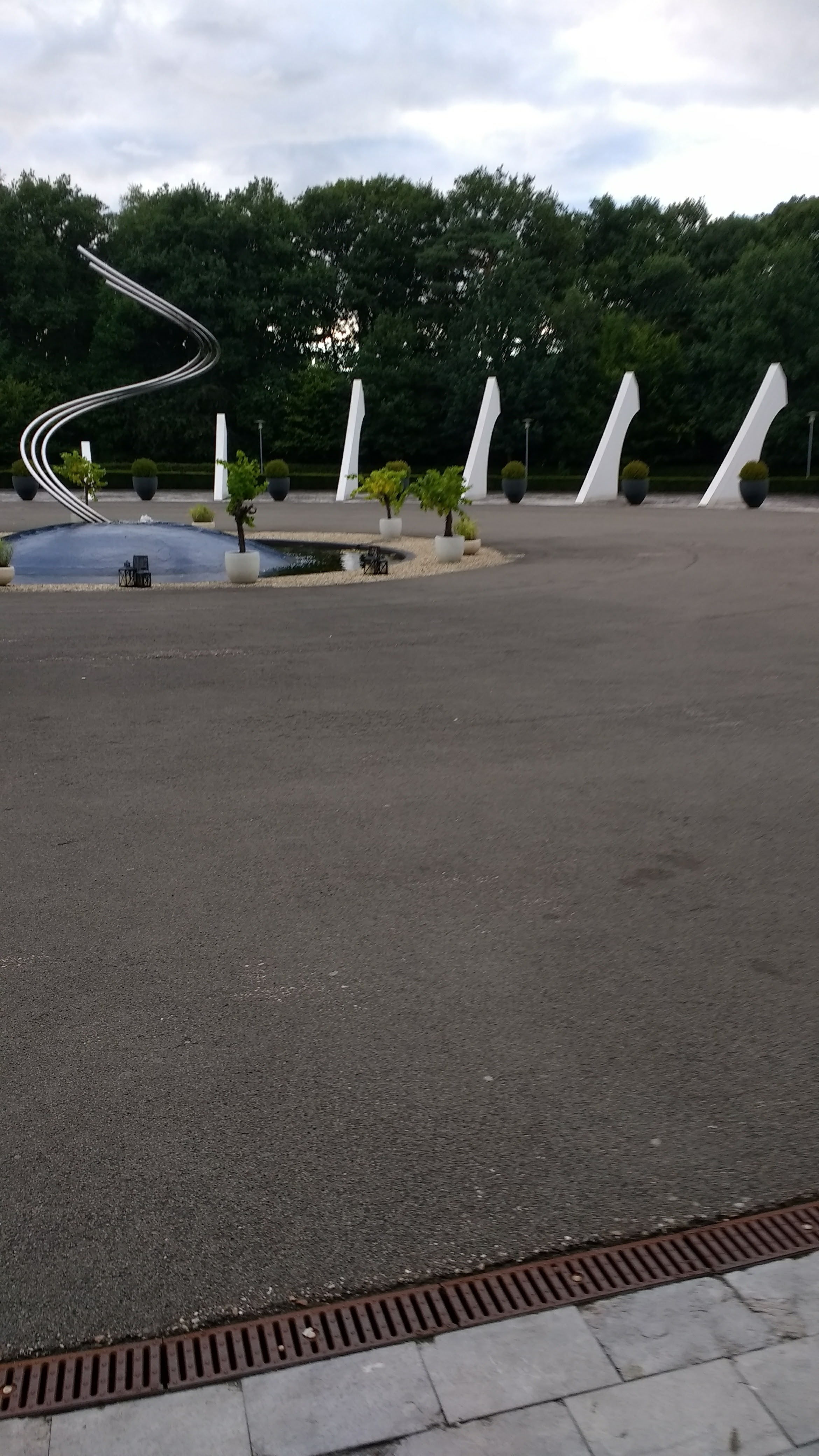
Voorplein Sanadome